# La Falange (partido)
La Falange (FE) fue un partido político español, inscrito con dicho nombre y sigla en el Registro de Partidos Políticos del Ministerio del Interior desde marzo de 1999 y que es también conocido con el nombre de FE-La Falange. Como continuador de las ideas inspiradas por sus fundadores José Antonio Primo de Rivera, Ramiro Ledesma, Onésimo Redondo y Julio Ruiz de Alda, entre otros.
El 29 de octubre de 2024, aniversario de la fundación de Falange Española, los líderes de La Falange (FE) Manuel Andrino Lobo y de Falange Española de las JONS Norberto Pico Sanabria, comunicaron la integración de ambos grupos bajo las siglas históricas de esta última, finalizando así la división de veinticinco años en el falangismo.

## Historia
Inicialmente surgida de un litigio sostenido entre Gustavo Morales y Diego Márquez Horrillo por la jefatura nacional de FE-JONS, y después por la titularidad de la representación legal del nombre histórico de Falange Española de las JONS, los tribunales dieron la razón al segundo en espera de la repetición del Congreso Nacional de FE-JONS de 1995, que nunca se llegó a celebrar.[cita requerida] Los seguidores de Gustavo Morales, reagrupados en torno a Jesús López, fundaron este nuevo partido en 1999.
Bajo el liderazgo de Jesús López primero y de José Fernando Cantalapiedra después, este grupo fue alejándose progresivamente de las posiciones falangistas más comunes, buscando homologarse con los partidos neofascistas europeos con un discurso de rechazo a la inmigración progresivamente más duro y renunciando en gran medida a la simbología falangista tradicional.
Falange Española de las JONS (quien dirige Diego Márquez desde 1982) interpuso en 2004 una demanda judicial contra esta formación por utilizar un nombre que tiende a confundir, ya que históricamente a Falange Española de las JONS se la ha denominado coloquialmente como «la Falange».
La Sentencia de Primera Instancia dictada en dicho procedimiento a finales de ese año negó rotundamente los argumentos de Diego Márquez, condenándole a pagar las costas del juicio.
A finales de 2005, sucedió una escisión en el seno del partido disputándose la titularidad de las siglas del mismo dos facciones encabezadas, respectivamente, por José Fernando Cantalapiedra elegido como Jefe Nacional por su facción en el 23 de octubre de 2003 (tras la dimisión de Jesús López en el verano de dicho año) y Manuel Andrino Lobo, proclamado Jefe Nacional en 2006.
Desde ese momento, ante la situación de disensión en el seno del Partido que hizo muy difícil o imposible el uso electoral de la sigla para ambas facciones, cada una de ellas impulsó su propia estrategia frentista. La facción de Cantalapiedra utilizó la sigla Frente Nacional, mientras que la de Andrino optó por la de Frente Español.
Finalmente, según sentencia del Juzgado Número 54 de Madrid de fecha 27 de marzo de 2009 hecha pública el 1 de abril, se desestimaron las demandas de la facción de Cantalapiedra, dando la razón al sector liderado por Manuel Andrino en cuanto al uso de las siglas del partido. El 2 de abril, en un comunicado público, la facción de Cantalapiedra reconoció su derrota judicial renunciando a nombre, siglas y cargos, volviendo la situación a la normalidad.
Desde entonces y de la mano de sus máximos líderes, el partido ha ido afianzando una estrategia de confrontación con el Estado autonómico y los Estatutos de Autonomía de las distintas comunidades autónomas de España, que según la opinión del partido han llevado al Estado a una situación insostenible desde el punto de vista social, moral y económico. Asimismo, han sido reiteradas las manifestaciones en el País Vasco, así como en Navarra y Cataluña, proclamando la unidad de España frente a los separatismos locales.
También se han manifestado en reiteradas ocasiones contra el terrorismo de ETA asistiendo en varias ocasiones a las citaciones en la Audiencia Nacional de la Junta Nacional de Jarrai, Arnaldo Otegi e Iñaki de Juana Chaos, provocando diversos altercados e incluso la paralización de una vista oral de Otegi.
En julio de 2013 se unió junto a Alianza Nacional (AN), Nudo Patriota Español (NPE), Movimiento Católico Español (MCE) y Democracia Nacional (DN) a la iniciativa La España en Marcha (LEM); en la Diada de ese mismo año miembros de LEM protagonizaron unos altercados en el Centro Cultural Blanquerna de la Generalidad de Cataluña en Madrid, tras los cuales hubo 12 detenidos.
De cara a las elecciones europeas de 2019, FE se presentó dentro de la coalición electoral «ADÑ Identidad Española» junto con Democracia Nacional (DN), Alternativa Española (AES) y Falange Española de las JONS (FE de las JONS).
Tras no conseguir representación ADÑ Identidad Española en las Elecciones al Parlamento Europeo de 2019 (España), 17 asambleas autonómicas y Cortes Generales y la nula posibilidad de obtener representación, de cara a Elecciones al Parlamento de Galicia de 2020, Elecciones al Parlamento Vasco de 2020, Elecciones al Parlamento de Cataluña de 2021, los partidos que la componen deciden no presentarse, sí haciéndolo La Falange (FE) en las Elecciones a la Asamblea de Madrid de 2021 en coalición con Falange Española de las JONS, integrándose en una única candidatura bajo las siglas históricas falangistas.
El 29 de octubre de 2024, aniversario de la fundación de Falange Española, los líderes de La Falange (FE) Manuel Andrino Lobo y de Falange Española de las JONS Norberto Pico Sanabria, comunicaron la integración de ambos grupos bajo las siglas históricas de Falange Española de las JONS. Finalizando así la división de veinticinco años en el falangismo.